# Uta Windisch

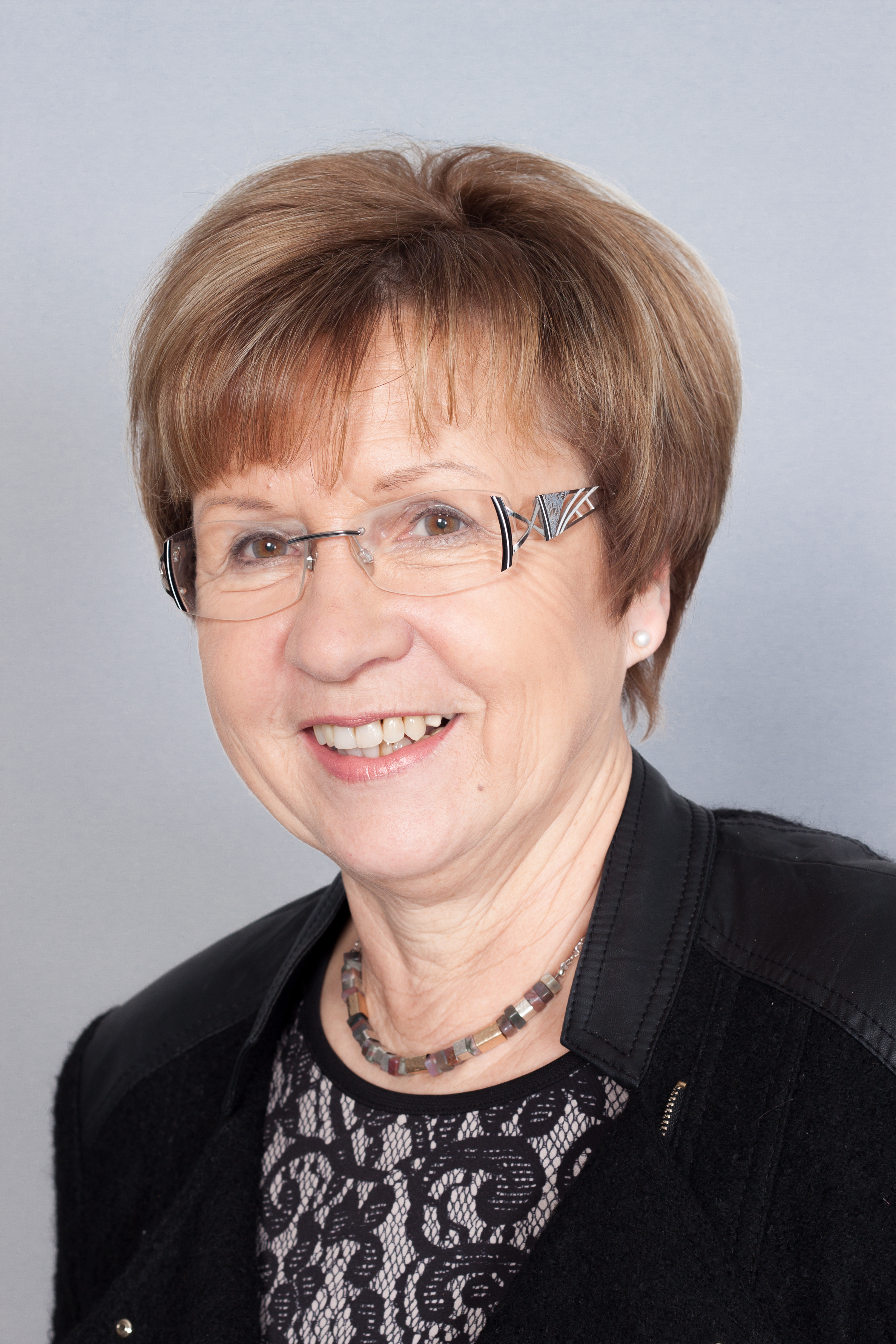
Uta Windisch 2013

Uta Windisch (* 20. Januar 1949 in Niederwürschnitz) ist eine deutsche Politikerin (CDU) und war von 1994 bis 2014 Abgeordnete des Sächsischen Landtags.

## Ausbildung und Beruf
Uta Windisch machte 1965 bis 1968 eine Elektromechanikerausbildung mit Abitur. 1969 bis 1973 studierte sie Informationsverarbeitung an der Ingenieurhochschule Dresden und wurde 1975 als Externe diplomiert. In den Jahren 1973 bis 1991 arbeitete sie als Systemanalytiker im Bereich Organisation/EDV der Firmen Fahrzeugelektrik Thalheim und Kofferfabrik Thalheim. 1991 bis 1994 war sie Mitarbeiterin eines Landtagsabgeordneten.
Uta Windisch ist evangelisch-lutherisch, verheiratet und hat drei Kinder.

## Politik
Uta Windisch war bis zur Wende parteilos. Über die Bürgerbewegung kam sie 1989 in die Politik und ist seit Mai 1990 Mitglied der CDU. 1995 bis 2007 war sie stellvertretende Vorsitzende des CDU-Kreisverbands Stollberg und von 1997 bis 2011 Mitglied des Landesvorstands der CDU Sachsen.
1990 bis 1994 war Uta Windisch Präsidentin des Kreistages Stollberg. 
Von Oktober 1994 bis 2014 war sie Mitglied des Sächsischen Landtags, in den sie ab 1999 stets über das Direktmandat im Wahlkreis Stollberg eingezogen ist. Im Landtag war sie Mitglied des Landtagspräsidiums. Sie war stellvertretende Vorsitzende und Schatzmeisterin ihrer Fraktion. Ihre fachlichen Arbeitsschwerpunkte im Landtag waren die Umwelt- und Tourismuspolitik. Seit 1996 war sie tourismuspolitische Sprecherin der CDU-Fraktion. Windisch war bis September 2009 Vorsitzende des Ausschusses für Umwelt und Landwirtschaft. In der 5. Wahlperiode (seit 2009) war sie Mitglied im Ausschuss für Wirtschaft, Arbeit und Verkehr, im Ausschuss für Umwelt und Landwirtschaft sowie im Bewertungsausschuss.
Windisch hat bei der Landtagswahl 2014 auf eine erneute Kandidatur verzichtet und sich aus der Landespolitik zurückgezogen. Seit 2014 ist sie Mitglied des Kreistages des Erzgebirgskreises.